# Žiga Herberstein
Baron Žiga von Herberstein (nemško Siegmund ali Sigismund von Herberstein), habsburški diplomat in potopisec * 23. avgust 1486, Vipava, † 28. marec 1566, Dunaj.

## Življenjepis
Žiga Herberstein se je rodil v Vipavi na Kranjskem, ki je bila tedaj del Habsburške monarhije, očetu Leonhardu von Herberstein in materi Barbari von Lueg, sestri Erazma Predjamskega. O njegovi mladosti je malo znanega, razen tega, da se je že zgodaj naučil slovenskega jezika. To znanje je pomembno vplivalo na njegovo kasnejše življenje in delo. Herberstein si je za tajnika izbral rojaka Luko iz Dobrepolja, ki mu je bil v veliko pomoč pri pisanju.
Leta 1499 se je vpisal na Univerzo na Dunaju, kjer je študiral filozofijo in pravo. Leta 1506 je vstopil v vojsko s činom častnika in sodeloval v več spopadih proti Madžarom in Benečanom. Leta 1508 ga je cesar Maksimilijan I. Habsburški povzdignil v viteza. Leta 1515 je postal član cesarskega sveta in pričel dolgo in bleščečo diplomatsko kariero, pri kateri mu je bilo v pomoč njegovo znanje nemškega, italijanskega, slovenskega in francoskega jezika.
Med letoma 1515-1553 je opravil 69 potovanj v tujino. Veliko je potoval v Švico, Dansko, Španijo, Češko in Madžarsko. V letih 1516 - 1526 je obiskoval Poljsko in Moskovsko veliko kneževino, ter postal veleposlanik pri moskovskem velikem knezu Vasiliju III Ivanoviču. Najodmevnejše je bilo leta 1541, ko je uspešno zaključil pogajanja o premirju z otomanskim sultanom Sulejmanom in dve potovanji v Moskovsko veliko kneževino. Tako je že s svojim prvim potovanjem v Moskovsko veliko kneževino leta 1516/17 Herberstein postal "strokovnjak za Vzhodno Evropo" v habsburški službi, drugo potovanje na moskovski dvor k carju Ivanu Groznem pa je opravil leta 1525/26.
Žiga Herberstein je umrl na Dunaju leta 1566 in je pokopan v tamkajšnji cerkvi sv. Mihaela (Michaelerkirche).

## Dela
Leta 1549 je na Dunaju v latinščini izdal knjigo Rerum moscoviticarum commentarii (slovensko: Moskovski zapiski), eno prvih evropskih del o moskovskih razmerah in zgodovini. Prvi ponatis je bil izdan že leta 1551, nekoliko spremenjen leta 1556 in ponovno v razširjeni izdaji s strani avtorja v naslednjem letu v Baslu.  Prevedena je bila v številne jezike. Italijanska verzija pod naslovom "Comentari della Moscovia et par instrumentov della Russia et delle altre cose belle et Notabile" je bila izdana leta 1550 v Benetkah. Prevod v nemščini je izšel leta 1557 na Dunaju, pod naslovom "Moscovia der Hauptstat in Reissen". John Pantaleon (1522-1595), doktor umetnosti in medicine iz Basla (Švica) je pripravil drugi nemški prevod z naslovom "Moskoviter wunderbare Historien" leta 1563. V naslednjih letih je izšla še večkrat, tudi pod naslovom "Moskovitische Chronica", med drugim je eno izdala Katarina Velika v Petersburgu leta 1795.
Njegovo drugo pomembno delo ima naslov Čudeži narave, napisal pa je tudi rodovnik svoje družine.

## Razno
Po njem je poimenovana ulica v Ljubljani (za Bežigradom).